# Toyota Supra
O Toyota Supra (em japonês: トヨタ・スープラ, Hepburn: Toyota Sūpura) é um automóvel desportivo produzido pela fabricante japonesa Toyota entre 1978 e 2002, e desde 2019 até o presente. O nome "Supra" é derivado do prefixo latino, que significa "acima", "ultrapassar" ou "ir além". O Supra possui linhas agressivas e um aerofólio para gerar sustentação negativa e dar mais esportividade ao design do carro. O Supra é equipado com muita tecnologia, dispõe de controle de tração e uma excelente capacidade de frenagem.

## Primeira geração (A40/A50; 1978-1981)
O Toyota Supra surgiu em 1978, com desenvolvimento baseado na plataforma do Toyota Celica, porém com algumas características próprias e que viriam mais tarde serem as responsáveis pelo sucesso que o carro alcançou. As primeiras diferenças que se notaram foram em tamanho, pois o Supra era mais comprido e largo que o Celica. Mecanicamente recebeu suspensão independente nas quatro rodas, bem como freios a disco também nas quatro.
Todavia, a mais marcante alteração em relação à plataforma do Celica ficou por conta do motor adotado, um 6 cilindros em linha de 2.6 litros, que foi o primeiro motor da Toyota a receber injeção eletrônica de combustível, desenvolvido especialmente para ele e que recebeu a designação 4ME. Esta primeira geração ficou conhecida por MA46. Em 1981, ainda na sua primeira geração, um novo motor SOHC de 2.8 litros passou a equipar o carro, dando início ao processo que faria nascer a segunda geração de Supras.

### Celica XX

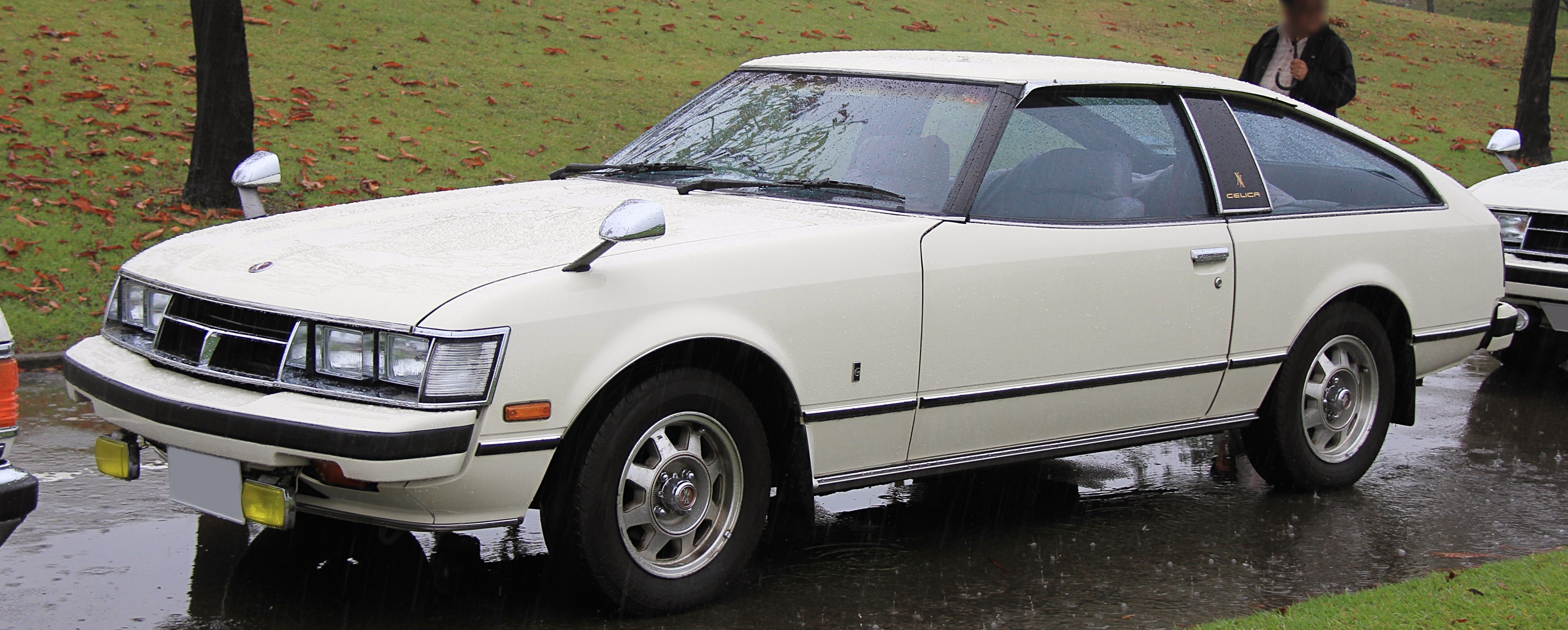
Toyota Celica XX 2000G (MA45) de 1979.

Celica XX (pronuncia-se "duplo X") é o nome da primeira geração do Celica Supra no mercado japonês. Foi oferecido no Japão durante os anos de 1978 a 1981 e foi redesenhado em 1981. A Toyota obteve assistência de engenharia da Lotus Cars e forneceu alguns componentes para uso no Lotus Excel. O Supra foi vendido como Celica XX apenas no Japão em canais de vendas de concessionárias japonesas chamados Toyota Corolla Store. Nos mercados mundiais, era vendido como Celica Supra.
Em 1981, o Celica XX apresentou o primeiro computador de navegação do mundo.

## Segunda geração (A60; 1981-1985)
Em 1981 a Toyota lança a segunda geração do carro e ainda sob o nome de MA61 Celica Supra, mas com uma série de novidades que só mais tarde o Celica viria a incorporar, como os faróis escamoteáveis e o aerofólio incorporado à carroceria, como o novo motor de seis cilindros e também 2.8 litros, porém com duplo comando no cabeçote (DOHC) e que desenvolvia 145 cavalos de potência, já suficientes para fazê-lo acelerar aos 100 km/h em menos de 8,5 segundos e ultrapassar a barreira dos 200 km/h. Um ano após o lançamento desta geração, o seu motor recebe mais algumas modificações, chegando aos 150 cavalos.

## Terceira geração (A70; 1986-1993)
A terceira geração do Toyota Supra vem em 1986 e é que a que ficou célebre por inaugurar uma nova fase do Supra que recentemente havia ultrapassado a marca de 20 milhões de unidades fabricadas pela Toyota. O nome Celica vai embora e o carro ganha independência total da sua plataforma. Novo trabalho no design do carro o deixa mais moderno e robusto, ainda mantendo os faróis escamoteáveis, mas com novas peças aerodinâmicas. As inovações mecânicas ficam por conta do novo motor 7M-GE de 3.0 litros de 200 cavalos que um ano mais tarde (1987) seria o primeiro carro da montadora a ter um motor turbo (chamado de 7M-GTE), responsável por 267 cavalos.
Em 1987 o Supra passa a ser o primeiro veículo da Toyota a ser equipado com ABS. Em 1990 mais alterações e mais um novo o motor (1JZ-GTE) de 6 cilindros, 2,5 litros e desta vez biturbo, gerando 280 cavalos e já capaz de levar o Supra aos 250 km/h com limitador eletrônico de velocidade.

## Quarta geração (A80; 1993-2002)
Foi apenas em 1993 que a quarta geração do Supra foi lançada. Neste modelo os faróis escamoteáveis foram removidos e o carro ganhou uma carroçaria muito mais resistente e mais arredondada que as anteriores. A redução de peso foi extremamente importante para este modelo, perdendo quase 60 kg (132 lb) em relação à geração anterior, graças ao uso de alumínio no capô, no teto e nos suportes dos pára-choques. Com esta geração vem mais tecnologia e mais novidades para os afoitos apaixonados pelo carro. Desta vez duas opções de motorização, sendo uma de 6 cilindros (2JZ-GE), 3.0 litros e 24 válvulas com duplo comando no cabeçote e com controle variável de abertura das válvulas, responsável por 220 cavalos de potência, e outra (2JZ-GTE) com as mesmas características, porém com dois turbos sequenciados que rendiam até 325 cavalos de potência.
Equipado com câmbio manual de 6 velocidades Getrag, o Supra biturbo exportado para os países que não fazem exigência do limitador eletrônico de velocidade, alcança 250 km/h (com o limitador eletrônico chega a 180 km/h) e acelera de 0-100 km/h em 5,3 segundos. Porém nos diversos países europeus e mesmo nos EUA - um grande mercado para o Supra - as regulamentações de emissão de poluentes, impuseram restrições a carros como ele e alguns de seus concorrentes, fazendo com que em 1999 suas vendas fossem encerradas. A produção continuou no Japão até agosto de 2002, cessando devido a padrões de emissão restritivos.

## Quinta geração (J29/DB; 2019-presente)
A quinta geração do Toyota Supra, o J29/DB, foi visto pela primeira vez em ação no Festival da Velocidade de Goodwood em 2018. Em janeiro de 2019, o carro foi apresentado oficialmente no Salão do Automóvel de Detroit.
Para esta nova geração, a Toyota trabalhou em conjunto com a BMW, na qual foram compartilhados elementos como o chassi, o motor e a transmissão, que vêm do Z4 e, em termos de "tuning" ou software, é próprio da Toyota. Dois novos motores são oferecidos: o BMW B48B20 de 4 cilindros, de 1998 cm³ (2 litros), com 258 CV (254 HP; 190 kW); e o BMW B58B30 de 6 cilindros em linha de 2998 cm³ (3 litros) produzindo 340 CV (335 HP; 250 kW), que são acoplados a uma nova transmissão automática de 8 velocidades, chamada ZF 8HP.
Embora sua origem não seja 100% Toyota, as características básicas permanecem: o carro possui uma mecânica em linha de seis cilindros turboalimentada e tem uma distribuição de peso equilibrada de 50:50.
Especificamente, o novo modelo 2019 compartilha a plataforma e seus principais elementos com o BMW Z4 2019. Desde o início, o Supra só será oferecido com uma carroçaria cupê, enquanto o modelo alemão só estará disponível como descapotável.

## Na cultura popular

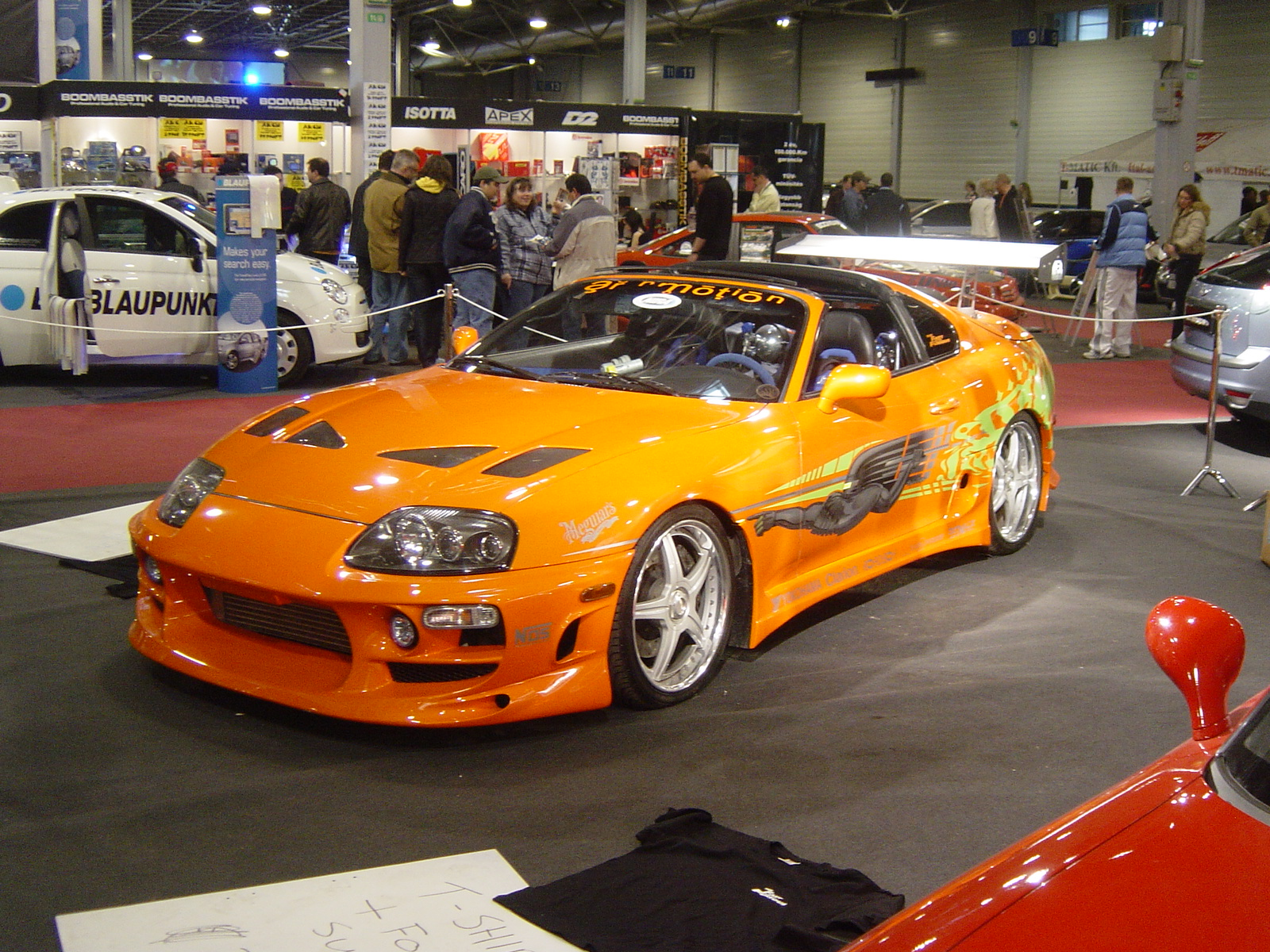
Toyota Supra de 1995, do filme The Fast and the Furious.

Como um carro desportivo icônico, o Toyota Supra apareceu em vários videojogos de corrida, filmes, vídeos musicais e programas de televisão. Alguns dos aspectos mais notáveis são as aparições nos videojogos Grand Theft Auto: San Andreas (como uma paródia do carro), Gran Turismo, Forza Motorsport, Need for Speed, Midnight Club, Assetto Corsa e Asphalt 8: Airborne.
Um Supra de 1995 também apareceu no filme de ação de 2001 The Fast and the Furious; em 2003 em 2 Fast 2 Furious; em 2009 em Fast & Furious; em 2015 em Furious 7, como uma homenagem ao falecido ator Paul Walker; e Fast & Furious 9 apresenta um GR Supra laranja de 2020, a mesma cor do carro que apareceu no primeiro filme da série, que é dirigido por Han Seoul-Oh e Jakob Toretto, irmão de Dominic Toretto.